# Mörtsjön (Stora Malms socken, Södermanland)
Mörtsjön är en sjö i Katrineholms kommun i Södermanland och ingår i Nyköpingsåns huvudavrinningsområde.